# Giacomo Rosini
Giacomo Rosini (Brescia, 20 aprile 1942 – 31 gennaio 2001) è stato un politico italiano.

## Biografia
Esponente della Democrazia Cristiana, ricoprì la carica di deputato per quattro legislature, venendo eletto alle politiche del 1976 (31.892 preferenze), alle politiche del 1983 (35.286 preferenze), alle politiche del 1987 (47.239 preferenze) e alle politiche del 1992 (19.462 preferenze).
Terminò il mandato parlamentare nel 1994.